# 313 (tal)
313 är det naturliga talet som följer 312 och som följs av 314.

## Inom vetenskapen
- 313 Chaldaea, en asteroid.

## Inom matematiken
- 313 är ett udda tal
- 313 är ett primtal
- 313 är ett defekt tal
- 313 är ett Hilberttal
- 313 är ett centrerat kvadrattal
- 313 är ett palindromtal
- 313 är ett palindromprimtal
- 313 är primtalstvilling med 311

## Övrigt
313 är registreringsnumret på Kalle Ankas bil (en röd Belchfire Runabout 1934, på svenska kallad "Skruttomobil").